# Select (bevanda)
Select è una bevanda tipo bitter che si consuma come aperitivo, nato nel 1920 a Venezia dalla distilleria "Fratelli Pilla & C." e attualmente prodotto dal Gruppo Montenegro.

## Storia
All’origine veniva bevuto liscio, con l’aggiunta di soda o seltz, oppure miscelato in numerosi cocktail. 
Secondo alcuni appassionati, il Select è stato il primo aperitivo a essere utilizzato nello Spritz veneziano nella ricetta che, affermatasi negli anni settanta, è oggi la più diffusa. 
Nel 1954 Select viene acquisito dalla Distilleria Jean Buton, in seguito assorbito da Gruppo Montenegro, che prosegue la produzione con la ricetta e l’immagine originale degli anni venti.

## Caratteristiche
Select ha una grande complessità aromatica, con un equilibrio di gusto dolce-amaro, frutto della lavorazione artigianale di 9 mesi, secondo una ricetta segreta che prevede l’utilizzo di 30 erbe aromatiche. Tra queste, le radici di rabarbaro, lavorate singolarmente, e le bacche di ginepro che, macerate in purezza e distillate secondo un metodo artigianale, utilizzando un alambicco in rame, contribuiscono alla struttura e persistenza del prodotto. A Venezia è diffuso il costume di servire Spritz con/al Select con un’oliva con nocciolo.

## La bottiglia
Nel 2018 la bottiglia di Select è stata oggetto di un restyling che riprende l’immagine originale degli Anni ’20 con diversi richiami alla sua storia: l’origine veneziana, l’anno di nascita e i Fratelli Pilla. Si ispira alla tradizione anche il bicchiere iconico dal lungo stelo, perfetto per consumare lo spritz, presente nella bottiglia storica e diventato il simbolo per antonomasia di questo prodotto.

## Curiosità
Select è stato protagonista di diverse produzioni realizzate per il programma televisivo Carosello. Il più noto è l’animazione ideata dai fratelli Pagot, pionieri dell'animazione italiana.